# Ludwig Balser
Ludwig Balser (* 22. August 1865 in Darmstadt; † 5. April 1955 in Lindenfels) war ein deutscher Lehrer und Mathematiker.

## Leben
Er war der Sohn des Gießener Universitätsstallmeisters Friedrich Wilhelm Georg Balser (* 9. Februar 1835 in Gießen; † 17. August 1893) und dessen Ehefrau Franziska geborene Baur (* 14. Januar 1842; † 18. Mai 1929). Der promovierte Mediziner Karl Balser war sein Bruder. Nach dem Besuch des Gymnasiums in Gießen studierte er an der dortigen Universität Mathematik, Physik und Chemie und legte 1885 das Mat.-Examen und 1888 die Staatsprüfung ab. Anschließend arbeitete er ein Jahr im Pädagogischen Seminar in Gießen und war bis 1891 Assistent am dortigen Physikalischen Institut. 1892 trat er dauerhaft in den Schuldienst ein und arbeitete zunächst bis 1894 am Real-Gymnasium in Gießen und wechselte dann als Lehramtsassessor an das Ludwigs-Oberrealschule nach Darmstadt. 
1896 wurde Ludwig Balser Lehrer für Mathematik an der Darmstädter Realschule und wechselte wenig später als Oberlehrer an der Liebig-Oberrealschule zu Darmstadt. 1904 erfolgte seine Ernennung zum Professor der Mathematik an der Liebig-Oberrealschule. 1926 promovierte er an der Philosophischen Fakultät der Universität Gießen zum Dr. phil. Das Thema seiner Dissertation lautete Experimentelle Untersuchungen über Gesichts- und Gehörseindrücke und deren Reproduktionen nach der Methode der Polyeidoskopie. Zum 1. Dezember 1930 trat er als Oberstudienrat in den Ruhestand.
Er blieb unverheiratet.

## Werke (Auswahl)
- Lehrplan für geometrisches Zeichnen und darstellende Geometrie in der Oberrealschule, Darmstadt 1914.
- Sphärische Trigonometrie, Kugelgeometrie in konstruktiver Behandlung (= Mathematisch-physikalische Bibliothek, Bd. 69), Leipzig: Teubner 1927.
- Einführung in die Kartenlehre (Kartennetze) (= Mathematisch-physikalische Bibliothek, Bd. 81), Leipzig: Teubner 1928.
- (mit Friedrich Weitzel): Zahlen und Tafeln für den mathematischen Unterricht, Gießen 1938.

## Ehrungen
- 1913 Ritterkreuz I. Klasse des Verdienstordens Philipps des Großmütigen